# Stadion Oporowska
Het Stadion Oporowska is een multifunctioneel stadion in Wrocław, een stad in Polen. In het stadion is plaats voor 8.346 toeschouwers. De voetbalclub Śląsk Wrocław maakt gebruik van dit stadion. Dit stadion werd vroeger Sportpark Gräbschen genoemd.